# Muamer Vugdalić
Muamer Vugdalić, slovenski nogometaš in trener, * 25. avgust 1977, Reka.

## Klubska kariera
Vugdalić se je rodil Sabahudinu »Saši« Vugdaliću, ki je bil v mladosti rokometni vratar. Že kot mladinec je začel trenirati nogomet pri ljubljanski Olimpiji. Za prvo postavo kluba je prvič nastopil maja 1995 na tekmi proti klubu Jadran Dekani. Leta 1998 je prestopil v NK Maribor, s katerim je v sezoni 1999/00 nastopil v Ligi prvakov. Leta 2001 je podpisal pogodbo z ukrajinskim klubom Šahtar Doneck. Za ta klub je nastopil na štirih tekmah, nato pa se je decembra 2001 vrnil v NK Maribor. V klubu je igral naslednji dve sezoni in pol, nato pa je prestopil v NK Domžale. Kasneje je bil član naslednjih klubov: AEL Limassol, Niki Volos ter NK Interblock Ljubljana. Julija 2007 je podpisal pogodbo z bosansko-hercegovskim klubom FK Željezničar. Po eni sezoni igranja v Bosni se je vrnil v svoj prvi klub, NK Olimpija.

## Reprezentančna kariera
Za Slovensko nogometno reprezentanco je prvič nastopil 9. oktobra 1999 na tekmi proti Grčiji. Za reprezentanco je nastopil na 27. tekmah, bil pa je tudi član reprezentance na Svetovnem prvenstvu v nogometu 2002.

## Dosežki

### Maribor
- Prva liga: 1998/99, 1999/00, 2000/01, 2001/02, 2002/03
- Slovenski nogometni pokal: 1998/99

### Olimpija
- Druga liga: 2008/09